# Berényi József (közgazdász)
Berényi József (Budapest, 1920. szeptember 6. – 2003. március 21.) magyar közgazdász.

## Életpályája
1951-ben végzett a Marx Károly Közgazdaságtudományi Egyetemen.
Az Országos Tervhivatal főelőadója, a Számviteli Főiskola docense, a Közgazdaságtudományi Intézet tudományos csoportvezetője, a Belkereskedelmi Kutatóintézet igazgatója, az Országgyűlés reformügyi bizottságának titkárságvezetője.  A Kereskedelmi Szemlének 1995-ös megszűnéséig felelős szerkesztője volt.

## Művei
- Jólét és kultúra (1963)
- Bérek az iparban (1966)
- Foglalkoztatottság és életszínvonal (1967)
- Életszínvonal és szociálpolitika (1974)
- Lohnsystem und Lohnstruktur in Österreich und in Ungarn (1974)
- Kereskedelempolitika (társszerző, 1981)
- Környezeti kár – Gazdasági veszteség (1982)
- A belkereskedelem négy évtizede (1985)

## Díjai, elismerései
- Akadémiai Díj (1962, 1966)
- A közgazdaságtudományok kandidátusa (1966)